# Jacint Verdaguer

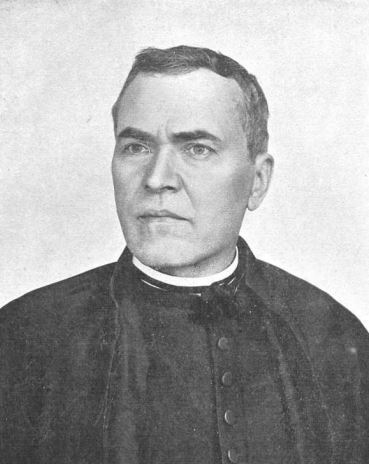
Jacint Verdaguer.

Jacint Verdaguer i Santaló, född den 17 maj 1845 i byn Folgueroles nära Vic, död den 10 juni 1902 i Vallvidrera, var en spansk (katalansk) skald.
Verdaguer tillhörde en fattig familj och måste redan tidigt själv förtjäna sitt bröd genom lektioner och annat arbete. Han blev efter studier vid seminariet i Vic prästvigd 1870 och innehade sedan till sin död anspråkslösa prästerliga befattningar. På 
grund av sjukdom tog han 1876 och 1877 plats som skeppspräst på en Kubaångare, och de intryck han mottog under sina resor över Atlanten blev av utomordentlig betydelse för hans författarskap. Han hade redan förut framträtt som skald och prisbelönats vid "blomsterspelen" i Barcelona, men nu skrev han det verk, som med ens gjorde hans namn till den katalanska litteraturens främsta och skaffade honom berömmelse över hela den litterära världen. Detta verk var L'Atlàntida, ett epos bestående av inledning, 10 sånger och avslutning, vari han poetiskt behandlar sagan om landet Atlantis försvinnande i havet och sätter den i förbindelse med Columbus upptäckt av Amerika. "En viss formlöshet i kompositionen förtar icke det starka intrycket af detta storslagna verk, som präglas af sällsynt mäktig fantasi, särskildt i de praktfulla naturbeskrifningarna, och som alltigenom bäres af en upphöjd idealitet", skriver Erik Schöne Staaff i Nordisk familjebok. 
Verdaguer, som här visade sig som en mästare i språkbehandlingen, kan, i och med detta diktverks framträdande, sägas inta samma ställning i 
den nykatalanska litteraturen som Mistral inom den nyprovensalska. Katalanskans ställning som litteraturspråk var befäst genom framträdandet av ett klassiskt verk. L'Atlàntida prisbelönades vid "blomsterspelen" 1877 och översattes inom kort till flera språk. Samma egenskaper som i denna dikt visar Verdaguer även i sitt andra stora epos Canigó, Llegenda pirenayca dels temps de la Reconquìsta (1886). Resten av Verdaguers författarskap omfattar huvudsakligen religiös lyrik, utmärkt av innerlig mystik och skön poetisk ingivelse. Främst står samlingen Idilis y cants mistichs (1879). Bland övriga många arbeten kan nämnas Cansons de Montserrat (1880), Lo somni de Sant Joan (1887), trilogin Jesus Infant (1894), Flors de Maria (1902), resebeskrivningen Dietari d'un peleyri a Terra Santa (3:e upplagan 1906) och de postuma Rondalies (1908), Els Pobres, els Sänts (1918). Några av Verdaguers dikter finns översatta till svenska av Göran Björkman i "Genljud från Hesperien" (1892 ff.).